# Бурогрудая либия
Бурогрудая либия (лат. Pogonornis melanopterus) — вид птиц из семейства африканских бородаток, обитающий в Восточной Африке по обе стороны экватора.

## Описание
У самцов бурогрудой либии длина крыла составляет от 8,4 до 9,9 см, длина хвоста от 5,8 до 6,8 см, длина клюва от 2 до 2,6 см. Масса тела составляет в среднем 53 г. Половой диморфизм не выражен.
У самца и самки голова красного цвета, на затылке с примесью серо-коричневого. Подбородок и горло также красные, здесь заметны белые пучки перьев. Когда перья взъерошены, обнажаются их коричневые основания так, что бурогрудые либии становятся пятнистыми. Середина спины и надхвостье коричневые и белые, кроющие хвоста чёрно-коричневые с белыми длинными полосами. Рулевые перья чёрные. Грудь чёрно-коричневая, нижняя часть груди, брюхо и подхвостье белые. Боковые стороны и бёдра чёрные с тонкими белыми вершинами перьев. Клюв рогового цвета, у основания темнее. Неоперённые участки кожи на лице серые, радужина от красно-коричневого до коричневого цвета. Ноги от серого до светло-серого цвета.
Молодые птицы похожи на взрослых, однако, в целом их оперение более тусклое. Красные участки тела меньше по размерам, вследствие чего оперение молодых птиц выглядит в целом более коричневым.
Существует вероятность путаницы с ошейниковой либией, у которой точно такая же красная голова и ареал которой перекрывается с ареалом бурогрудой либии. Ошейниковая либия немного меньше размером, её брюхо желтоватого цвета, а хвост короче.

## Распространение
Ареал бурогрудой либии простирается от реки Уэби-Шабелле на юге Сомали вдоль восточноафриканского побережья до Мозамбика. В западном направлении распространение вида следует за движением рек, он встречается на материковой части Кении, Малави и Танзании. Ареал разорван, так как он охватывает преимущественно территорию вдоль русел рек. Бурогрудая либия — это скорее редкая птица. В материковой части вид обитает на высоте до 600 м над уровнем моря. В Танзании и Малави, в виде исключения, встречается также на высоте 1700 м над уровнем моря.

## Образ жизни
Бурогрудая либия — это социально живущая птица, населяющая опушки леса, плантации деревьев, большие деревья и леса вдоль рек. Присутствие вида зависит от большого количества плодоносящих деревьев в своей области распространения. Стаи птиц насчитывают от 6 до 7 особей, как правило, это родительские птицы со своим выводком. В состав рационм входят инжир, ягоды и другие плоды. Наряду с этим птицы питаются также насекомыми, которых ловят в полёте. Малый медоуказчик (Indicator minor) с большой вероятностью является гнездовым паразитом вида.

## Размножение
Бурогрудая либия откладывает яйца в дупле, которое птицы сами выдалбливают в сухих стволах и ветках деревьев. О биологии размножения вида почти ничего не известно.